# Carmen Muñoz Manzano
Carmen Muñoz Manzano (Malpartida de Plasencia; Cáceres, 1906 - La Coruña, 13 de abril de 2002), también conocida por el pseudónimo de Beatriz Galindo, fue una escritora española.

## Biografía
Estudió primero en Salamanca y posteriormente en Madrid la carrera de Magisterio. En 1933 opositó para ingresar en la Inspección de Primera Enseñanza y consiguió plaza en la provincia de Lugo. Posteriormente vuelve a Cáceres, a Valencia de Alcántara, donde conoce al también escritor Rafael Dieste. Se casan en 1934,mientras ambos participaban en el proyecto de las Misiones Pedagógicas.
Al final de la guerra civil española en 1939, salen de España y son recluidos en el campo de concentración de Saint Cyprien, en Francia. Tras pasar más de veinte años en el exilio viviendo en Argentina, México e Inglaterra, regresaron definitivamente a Galicia en 1961. 
Al morir Rafael Dieste en 1981, Carmen se dedicaría a ordenar y promocionar el legado literario y artístico de su marido. Murió en La Coruña el 13 de abril de 2002, y fue enterrada en Rianjo.

## Obra
- Pirene. Introducción a la historia comparada de las literaturas portuguesa y española (1935). Autoría de Fidelino de Figueiredo, traducción de Carmen Muñoz desde el portugués.[3]
- La Edad Media (1945)
- Epistolario (2005)